# Ludwik Świder

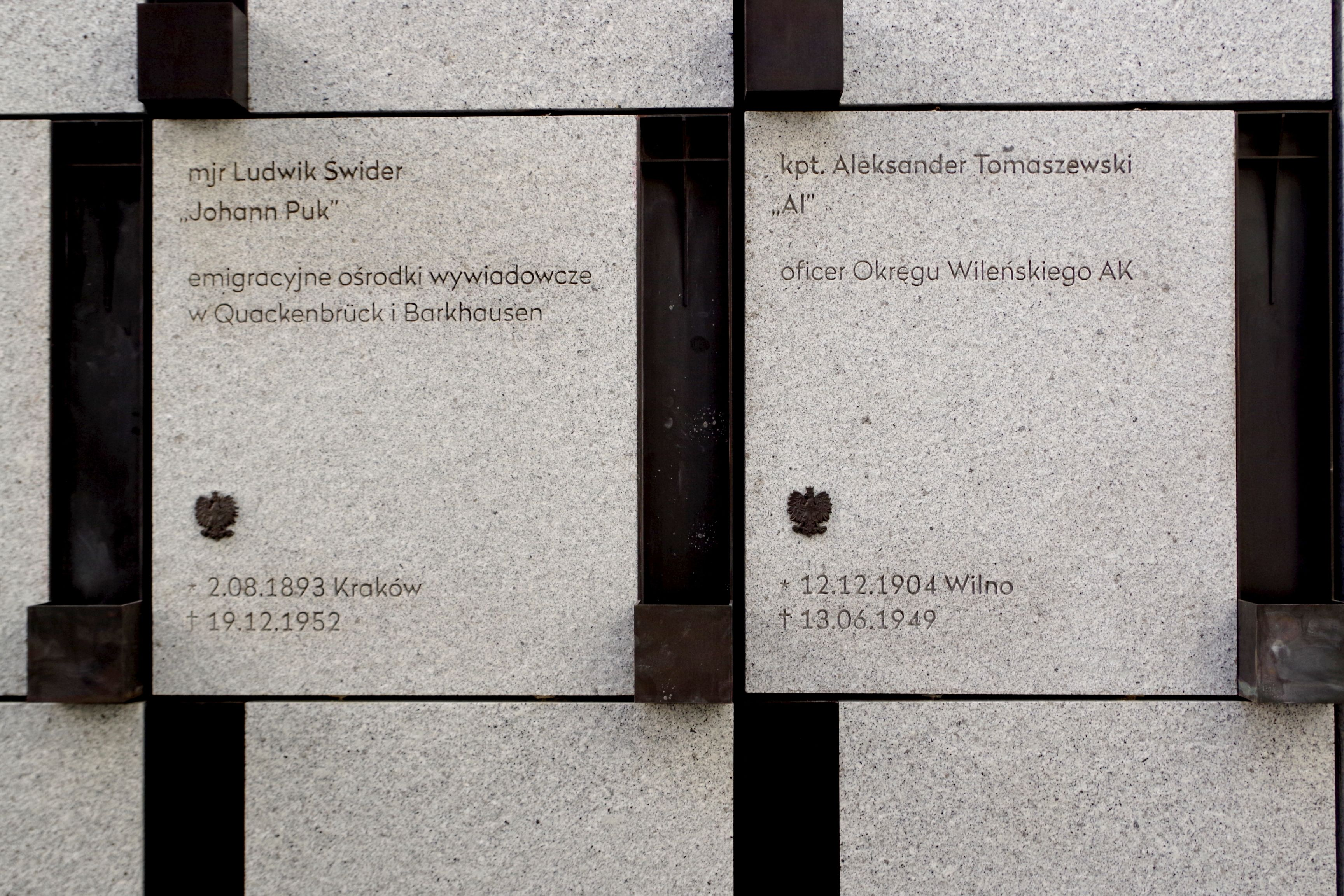
Groby mjr Ludwika Jana Świdra ps. „Johann Puk” i Aleksandra Tomaszewskiego ps. „Al” w Panteonie – Mauzoleum Wyklętych-Niezłomnych na Cmentarzu Wojskowym na Powązkach w Warszawie.

Ludwik Jan Świder (ur. 2 sierpnia 1893 w Krakowie, zm. 19 grudnia 1952 w Warszawie) – major piechoty Wojska Polskiego.

## Życiorys
Urodził się w rodzinie Jana i Marii z Broszkiewiczów. W czasie I wojny światowej walczył w szeregach c. i k. armii. Na stopień podporucznika został mianowany ze starszeństwem z dniem 1 stycznia 1916 roku w korpusie oficerów rezerwy piechoty. Jego oddziałem macierzystym był pułk piechoty Nr 100.
W 1918 wstąpił do Wojska Polskiego. Uczestniczył w wojnie polsko-bolszewickiej. Został ranny. W latach 1923–1924, w stopniu kapitana, służył w 26 pułku piechoty we Lwowie. Był dowódcą kompanii, a później także batalionu. W 1926 w Kamionce Strumiłowej pojedynkował się na szable z porucznikiem Wiktorem Jarockim z 14 pp. Pojedynek miał „przebieg krwawy”. Wojskowy Sąd Rejonowy we Lwowie uniewinnił siedmiu oficerów oskarżonych o udział w tym pojedynku. W 1926 przeniesiony do 27 Pułku Piechoty w Częstochowie.18 lutego 1928 roku został mianowany majorem ze starszeństwem z dniem 1 stycznia 1928 roku i 9. lokatą w korpusie oficerów piechoty. W tym samym roku pełnił służbę w dowództwie 7 Dywizji Piechoty w Częstochowie. W 1929 powierzono mu obowiązki dowódcy batalionu w 27 Pułku Piechoty, które pełnił do marca 1932, gdy został przesunięty ze stanowiska dowódcy batalionu na stanowisko kwatermistrza pułku. Z dniem 15 sierpnia 1935 został przeniesiony do Powiatowej Komendy Uzupełnień Tarnopol na stanowisko komendanta. W 1938 przeniesiony w stan spoczynku. W rzeczywistości został zatrudniony na stanowisku kierownika agentury w Samodzielnym Referacie Informacyjnym Dowództwa Okręgu Korpusu nr IV w Łodzi, gdzie pracował do wybuchu II wojny światowej. We wrześniu 1939 wraz ze swoją jednostką internowany w Rumunii. Od 1941 więziony w niemieckich obozach jenieckich dla polskich oficerów.
Po wojnie przebywał w obozach dla przesiedleńców (dipisów). Od 1949 pracował w ośrodku wywiadowczym w Quackenbrück (od 1950 w Barkhausen), który podlegał naczelnym władzom RP na uchodźstwie. Od 1950 pod fałszywym nazwiskiem Johann Puk, przebywał w Berlinie Zachodnim, gdzie 23 lipca 1951 został zatrzymany przez Rosjan. W lutym 1952 przekazany władzom Polski Ludowej. 23 czerwca 1952 WSR w Warszawie pod przewodnictwem ppłk. M. Widaja skazał go na karę śmierci. Rada Państwa nie skorzystała z prawa łaski. Stracony 19 grudnia 1952 w więzieniu przy ul. Rakowieckiej w Warszawie. Dokładne miejsce pochówku było przez wiele lat nieznane. 28 września 2014 roku Instytut Pamięci Narodowej poinformował o identyfikacji jego szczątków w tej kwaterze.
27 września 2015 mjr Ludwik Świder został uroczyście pochowany w Panteonie – Mauzoleum Wyklętych-Niezłomnych na Cmentarzu Wojskowym na Powązkach w Warszawie.

## Ordery i odznaczenia
- Krzyż Walecznych (1921)[13]
- Złoty Krzyż Zasługi (10 listopada 1928)[14][15]
- Państwowa Odznaka Sportowa[16]
- Srebrny Medal Zasługi Wojskowej z mieczami na wstążce Krzyża Zasługi Wojskowej (Austro-Węgry)[17]
- Brązowy Medal Zasługi Wojskowej z mieczami na wstążce Krzyża Zasługi Wojskowej (Austro-Węgry)[17]
- Srebrny Medal Waleczności 2 klasy (Austro-Węgry)[17]
- Krzyż Wojskowy Karola (Austro-Węgry)[17]